# Limnotrochus
Limnotrochus é um género de gastrópode  da família Thiaridae.
Este género contém as seguintes espécies:
- Limnotrochus thomsoni E. A. Smith, 1880